# Sabina Artych
Sabina Artych (ur. 25 stycznia 1899 w Mordach, zm. 1 października 1993) – polska działaczka społeczna. 

## Życiorys
Córka Jana i Emilii. Przez wiele lat działała w Polskim Komitecie Pomocy Społecznej. Od 1958 członkini Polskiego Komitetu Pomocy Społecznej. Odznaczona brązową, srebrna i złotą odznaką PKPS, pamiątkowym Medalem XXX-lecia PKPS oraz odznaką Złotego Jacka dla uznania długoletniej społecznej działalności w PKPS (1990).
W 1991 została honorową obywatelką Siedlec. W 1997 jedną z siedleckich ulic nazwano jej imieniem.
Pochowana na Cmentarzu Centralnym w Siedlcach.